# Stora Råbergstjärnen (Delsbo socken, Hälsingland)
Stora Råbergstjärnen är en sjö i Hudiksvalls kommun i Hälsingland och ingår i Delångersåns huvudavrinningsområde. Sjön har en area på 0,0516 kvadratkilometer och ligger 279,1 meter över havet.

## Delavrinningsområde
Stora Råbergstjärnen ingår i det delavrinningsområde (684648-153655) som SMHI kallar för Mynnar i Storån. Medelhöjden är 277 meter över havet och ytan är 0,96 kvadratkilometer. Det finns inga avrinningsområden uppströms utan avrinningsområdet är högsta punkten. Vattendraget som avvattnar avrinningsområdet har biflödesordning 4, vilket innebär att vattnet flödar genom totalt 4 vattendrag innan det når havet efter 65 kilometer. Avrinningsområdet består mestadels av skog (86 procent). Avrinningsområdet har 0,05 kvadratkilometer vattenytor vilket ger det en sjöprocent på 5,1 procent.